# Arthur Ellis Award
Der Arthur Ellis Award (Kurzform: „Arthur“) ist der nationale kanadische Literaturpreis für Kriminalliteratur. Er wird seit 1984 von den Crime Writers of Canada (CWC) verliehen. Die Autoren müssen ihren Wohnsitz in Kanada haben oder kanadische Nationalität besitzen, sofern sie im Ausland leben. Die Auszeichnung wird derzeit in neun Kategorien vergeben. Seit 2007 gibt es eine Kategorie für das beste bisher nicht veröffentlichte Erstlingswerk („Best Unpublished First Novel“, genannt „The Unhanged Arthur“). Letztere Auszeichnung wird blind ermittelt, d. h. die Jury erhält ungekennzeichnete Manuskripte, die sie bewerten muss. Erst nach der Jury-Entscheidung wird der Name des Autors bekannt gegeben. Die Veröffentlichung in Buchform erfolgt im Jahr nach der Auszeichnung. Für besondere kriminalliterarische Verdienste wird vom Präsidenten der CWC der Derrick Murdoch Award vergeben. Zur ersten Verleihung hieß er noch „Chairman’s Award“, wurde jedoch im zweiten Jahr nach dem ersten Preisträger Derrick Murdoch umbenannt.
Der Preis ist ein kunstvoller hölzerner Hampelmann, der eine gehenkte Person darstellt – mit einem Strick um den Hals. Arme und Beine der Figur lassen sich durch Ziehen an einem kleinen Strick bewegen. Die Statue wurde von Peter Blais entworfen; gefertigt wird sie in Handarbeit vom kanadischen Künstler Barry Lambeck und soll Erinnerungen an den makaberen Namensgeber wecken: Der Engländer Arthur B. English nutzte das Pseudonym Arthur Ellis; er war ab 1913 Kanadas offizieller Henker.

## Derzeitige Kategorien
| Kategorie                                            | Originaltitel                                            | verliehen seit |
| ---------------------------------------------------- | -------------------------------------------------------- | -------------- |
| Bester Roman *                                       | Best Novel                                               | 1984           |
| Bester Debütroman *                                  | Best First Novel                                         | 1987           |
| Beste Kriminal-Novelle *                             | Best Crime Novella                                       | 2013           |
| Bestes Kriminalsachbuch                              | Best Crime Nonfiction                                    | 1985           |
| Beste Kurzgeschichte                                 | Best Short Story                                         | 1988           |
| Bestes Buch für Kinder und Jugendliche               | Best Juvenile/Young Adult                                | 1994           |
| Bester Roman in französischer Sprache                | Best Crime Work in the French Language                   | 2000           |
| Bestes bisher nicht veröffentlichtes Erstlingswerk * | The Unhanged Arthur Award (Best Unpublished First Novel) | 2007           |
| Spezialpreis für besondere Verdienste *              | Derrick Murdoch Award                                    | 1984           |
| Auszeichnung für das Lebenswerk *                    | Grand Master Award                                       | 2014           |

Die Preisträger der mit einem Sternchen versehenen Kategorien sind nachstehend aufgeführt

## Preisträger

### Bester Roman – Best Novel
| Jahr | Preisträger/-in        | Originaltitel Verlag, Ort Jahr 1                                  | Deutscher Titel Verlag, Ort Jahr 1                                          |
| ---- | ---------------------- | ----------------------------------------------------------------- | --------------------------------------------------------------------------- |
| 1984 | Eric Wright            | The Night the Gods Smiled Collins, Toronto/Ontario 1983           | Die Nacht, in der die Götter lächelten Bastei Lübbe, Bergisch Gladbach 1990 |
| 1985 | Howard Engel           | Murder Sees the Light Viking, Markham/Ontario 1984                | Es kommt alles ans Licht Rowohlt, Reinbek 1986                              |
| 1986 | Eric Wright            | Death in the Old Country Collins, Toronto/Ontario 1985            | Tod im Land der Väter Bastei Lübbe, Bergisch Gladbach 1991                  |
| 1987 | Edward O. Phillips     | Buried on Sunday McClelland & Stewart, Toronto/Ontario 1986       |                                                                             |
| 1988 | Carol Shields          | Swann: A Mystery Random House of Canada, Toronto/Ontario 1987     | Mary Swann Orlanda, Berlin 1993                                             |
| 1989 | Chris Scott            | Jack Macmillan of Canada, Toronto/Ontario 1988                    |                                                                             |
| 1990 | Laurence Gough         | Hot Shots Victor Gollancz, London 1989                            | Der goldene Schuss Goldmann, München 1990                                   |
| 1991 | L. R. Wright           | A Chill Rain in January Macmillan of Canada, Toronto/Ontario 1990 | Eisregen Heyne, München 1994                                                |
| 1992 | Peter Robinson         | Past Reason Hated Viking, Toronto/Ontario 1991                    | In blindem Zorn Ullstein, München 2001                                      |
| 1993 | Carsten Stroud         | Lizardskin Bantam Books, Toronto/Ontario 1992                     |                                                                             |
| 1994 | John Lawrence Reynolds | Gypsy Sins HarperCollins, Toronto/Ontario 1993                    |                                                                             |
| 1995 | Gail Bowen             | A Colder Kind of Death McClelland & Stewart, Toronto 1994         | Ein Mord wie Samt und Seide Econ, Düsseldorf 1998                           |
| 1996 | L. R. Wright           | Motherlove Doubleday, Toronto/Ontario 1995                        | Kehre nie zurück Wunderlich, Reinbek 2000                                   |
| 1997 | Peter Robinson         | Innocent Graves Berkley Prime Crime, New York 1996                | Der unschuldige Engel Ullstein, Berlin 2004                                 |
| 1998 | William Deverell       | Trial of Passion McClelland & Stewart, Toronto/Ontario 1997       |                                                                             |
| 1999 | Nora Kelly             | Old Wounds HarperCollins, Toronto/Ontario 1998                    | Alte Wunden Ullstein, München 2000                                          |
| 2000 | Rosemary Aubert        | The Feast of Stephen Bridgeworks Pub., Lanham/Maryland 1999       | Tod im Advent Ullstein, München 2000                                        |
| 2001 | Peter Robinson         | Cold Is the Grave William Morrow, New York 2000                   | Kalt wie das Grab Ullstein, München 2002                                    |
| 2002 | Michelle Spring        | In the Midnight Hour Ballantine, New York 2001                    | Vermisst Ullstein, München 2002                                             |
| 2003 | Rick Mofina            | Blood of Others Kensington Books, New York 2002                   |                                                                             |
| 2004 | Giles Blunt            | The Delicate Storm HarperCollins, London 2002                     | Blutiges Eis Droemer, München 2005                                          |
| 2005 | Barbara Fradkin        | Fifth Sun RendezVous Press, Toronto/Ontario 2004                  |                                                                             |
| 2006 | William Deverell       | April Fool McClelland & Stewart, Toronto/Ontario 2005             |                                                                             |
| 2007 | Barbara Fradkin        | Honour Among Men RendezVous Press, Toronto/Ontario 2006           |                                                                             |
| 2008 | Jon Redfern            | Trumpets Sound No More RendezVous Crime, Toronto/Ontario 2007     |                                                                             |
| 2009 | Linwood Barclay        | Too Close to Home Bantam Books, New York 2008                     | Dem Tode nah Ullstein, Berlin 2008                                          |
| 2010 | Howard Shrier          | High Chicago Vintage Canada, Toronto/Ontario 2009                 |                                                                             |
| 2011 | Louise Penny           | Bury Your Dead Gardners Books, Eastbourne/East Sussex 2010        | Heimliche Fährten Kampa, Zürich 2022                                        |
| 2012 | Peter Robinson         | Before the Poison Hodder & Stoughton, London 2011                 |                                                                             |
| 2013 | Giles Blunt            | Until the Night Random House Canada, Toronto/Ontario 2012         |                                                                             |
| 2014 | Sean Haldane           | The Devil’s Making Stone Flower Press, Ottawa 2013                |                                                                             |
| 2015 | C. C. Humphreys        | Plague Double Day Canada, Toronto/Ontario 2014                    |                                                                             |
| 2016 | Peter Kirby            | Open Season Linda Leith Publishing, Westmount/Quebec 2015         |                                                                             |
| 2017 | Donna Morrissey        | The Fortunate Brother Viking, Toronto/Ontario 2016                |                                                                             |
| 2018 | Peter Robinson         | Sleeping in the Ground Hodder & Stoughton, London 2017            |                                                                             |
| 2019 | Anne Emery             | Though the Heavens Fall ECW Press, Toronto/Ontario 2018           |                                                                             |
| 2020 | Michael Christie       | Greenwood CBC Books, Toronto/Ontario 2019                         |                                                                             |
| 2021 | Will Ferguson          | The Finder Simon & Schuster, Toronto/Ontario 2020                 |                                                                             |
| 2022 | Dietrich Kalteis       | Under the Outlaw Moon ECW Press, Toronto/Ontario 2021             |                                                                             |
| 2023 | Anthony Bidulka        | Going to Beautiful Stonehouse Publishing, Alberta 2022            |                                                                             |
| 2024 | Loreth Anne White      | The Maid's Diary Montlake, Seattle 2023                           |                                                                             |

1 = Verlags- und Jahresangaben beziehen sich auf die Original- bzw. deutschen Erstausgaben

### Bester Debütroman – Best First Novel
| Jahr | Preisträger/-in        | Originaltitel Verlag, Ort Jahr 1                                      | Deutscher Titel Verlag, Ort Jahr 1                               |
| ---- | ---------------------- | --------------------------------------------------------------------- | ---------------------------------------------------------------- |
| 1987 | Medora Sale            | Murder on the Run PaperJacks, Toronto/Ontario 1986                    |                                                                  |
| 1988 | Laurence Gough         | The Goldfish Bowl St Martin’s Press, New York 1987                    | Bewegliche Ziele Goldmann, München 1989                          |
| 1989 | John Brady             | A Stone of the Heart Collins, Toronto/Ontario 1988                    |                                                                  |
| 1990 | John Lawrence Reynolds | The Man Who Murdered God Viking, Markham/Ontario 1989                 |                                                                  |
| 1991 | Carsten Stroud         | Sniper’s Moon Viking, Markham/Ontario 1990                            |                                                                  |
| 1992 | Paul Grescoe           | Flesh Wound Douglas & McIntyre, Vancouver 1991                        |                                                                  |
| 1993 | Sean Stewart           | Passion Play Beach Holme, Victoria/British Columbia 1992              |                                                                  |
| 1994 | Gavin Scott            | Memory Trace Cormorant Books, Dunvegan/Ontario 1993                   |                                                                  |
| 1995 | Sparkle Hayter         | What's A Girl Gotta Do? Soho Press, New York 1994                     | Kleine Mädchen morden nicht Bastei Lübbe, Bergisch Gladbach 1995 |
| 1996 | John Spencer Hill      | The Last Castrato Constable, London 1995                              | Castrato Fischer, Frankfurt am Main 1997                         |
| 1996 | D.H. Toole             | Moonlit Days and Nights Cormorant Books, Dunvegan/Ontario 1994        |                                                                  |
| 1997 | C.C. Benison           | Death at Buckingham Palace Bantam, Toronto 1996                       | Tod im Buckingham Palast Econ, Düsseldorf 1997                   |
| 1998 | Kathy Reichs           | Déjà Dead Scribner’s, New York 1997                                   | Tote lügen nicht Blessing, München 1998                          |
| 1999 | Liz Brady              | Sudden Blow Second Story Press, Toronto/Ontario 1998                  | Der 13. Mord des Jahres Scherz, Frankfurt am Main 2003           |
| 2000 | Andrew Pyper           | Lost Girls HarperFlamingo, Toronto/Ontario 1999                       | Die Nachhilfestunde List, München 2000                           |
| 2001 | Mark Zuehlke           | Hands Like Clouds Dundurn, Toronto/Ontario 2000                       |                                                                  |
| 2002 | Jon Redfern            | The Boy Must Die ECW Press, Toronto/Ontario 2001                      |                                                                  |
| 2003 | James W. Nichol        | Midnight Cab Alfred A. Knopf Canada, Toronto/Ontario 2002             | Ausgesetzt Knaur, München 2005                                   |
| 2004 | Jan Rehner             | Just Murder Sumach Press, Toronto/Ontario 2003                        | Engel der Rache Goldmann, München 2006                           |
| 2005 | Jon Evans              | Dark Places HarperCollins, Toronto/Ontario 2004                       |                                                                  |
| 2006 | Louise Penny           | Still Life Headline, London 2005                                      | Denn alle tragen Schuld Limes, München 2006                      |
| 2007 | Anne Emery             | Sign of the Cross ECW Press, Toronto/Ontario 2006                     | Kurier des Todes Heyne, München 2008                             |
| 2008 | Liam Durcan            | Garcia’s Heart McClelland & Steart, Toronto/Ontario 2007              |                                                                  |
| 2009 | Howard Shrier          | Buffalo Jump Vintage Canada, Toronto/Ontario 2008                     |                                                                  |
| 2010 | Alan Bradley           | The Sweetness at the Bottom of the Pie Doubleday Canada, Toronto 2009 | Mord im Gurkenbeet Penhaligon, München 2009                      |
| 2011 | Avner Mandelman        | The Debba Other Press, New York 2010                                  |                                                                  |
| 2012 | Ian Hamilton           | The Water Rat of Wanchai House of Anansi Press, Toronto 2011          | Die Wasserratte von Wanchai Kein & Aber, Zürich 2011             |
| 2013 | Simone St. James       | The Haunting of Maddy Clare New American Library, New York 2012       |                                                                  |
| 2014 | J. Kent Messum         | Bait Penguin Canada, Toronto/Ontario 2013                             |                                                                  |
| 2015 | Steve Burrows          | A Siege of Bitterns Dundurn Press, Toronto/Ontario 2014               |                                                                  |
| 2016 | Ausma Zehanat Khan     | The Unquiet Dead St. Martin’s Press, New York 2014                    |                                                                  |
| 2017 | Elle Wild              | Strange Things Done TAP Books, Toronto/Ontario 2016                   |                                                                  |
| 2018 | Dave Butler            | Full Curl Dundurn Press, Toronto/Ontario 2017                         |                                                                  |
| 2019 | A. J. Devlin           | Cobra Clutch NeWest Press, Edmonton/Alberta 2018                      |                                                                  |
| 2020 | Philip Elliott         | Nobody Move Amazon - Kindle, 2019                                     |                                                                  |
| 2021 | Guglielmo D’Izza       | The Transaction Guernica Editions, Toronto/Ontario 2020               |                                                                  |
| 2022 | Ashley Audrain         | The Push Viking - Penguin Random House Canada, Toronto/Ontario 2021   |                                                                  |
| 2023 | Sam Shelstad           | Citizens to Light Brindle & Glass, Victoria 2022                      |                                                                  |
| 2024 | Amanda Peters          | The Berry Pickers Harper Perennial, Toronto 2023                      |                                                                  |

1 = Verlags- und Jahresangaben beziehen sich auf die Original- bzw. deutschen Erstausgaben

### Beste Kriminal-Novelle – Best Crime Novella
| Jahr | Preisträger/-in        | Originaltitel Verlag, Ort Jahr 1                                                                                                 | Deutscher Titel Verlag, Ort Jahr 1 |
| ---- | ---------------------- | --- | ---------------------------------- |
| 2013 | Lou Allin              | Contingency Plan Orca Books, Victoria/BC 2012                                                                                    |                                    |
| 2014 | Melodie Campbell       | The Goddaughter’s Revenge Orca Books, Victoria/BC 2013                                                                           |                                    |
| 2015 | Jas. R. Petrin         | A Knock on the Door Alfred Hitchcock’s Mystery Magazin, New York 04/2014                                                         |                                    |
| 2016 | Jeremy Bates           | Black Canyon Ghillinnein Books, 2015                                                                                             |                                    |
| 2017 | Rick Blechta           | Rundown Raven Books, Victoria/British Columbia 2016                                                                              |                                    |
| 2018 | Mike Culpepper         | How Long Pruitt Was Found Murdered in an Open Field with No Footprints Around Alfred Hitchcock Mystery Magazine, Sept./Okt. 2017 |                                    |
| 2019 | John Lawrence Reynolds | Murder Among the Pines Orca Book Publishers, Victoria/British Columbia 2018                                                      |                                    |
| 2020 | Wayne Arthurson        | The Red Chesterfield University of Calgary Press, Calgary/Alberta 2019                                                           |                                    |
| 2021 | Sam Wiebe              | Never Going Back Orca Book Publishers, Abingdon/Ontario 2020                                                                     |                                    |
| 2022 | Wayne Ng               | Letters From Johnny Guernica Editions, Toronto/Ontario 2021                                                                      |                                    |

1 = Verlags- und Jahresangaben beziehen sich auf die Original- bzw. deutschen Erstausgaben

### Bestes bisher nicht veröffentlichtes Erstlingswerk – The Unhanged Arthur Award(Best Unpublished First Novel)
| Jahr | Preisträger/-in   | Originaltitel Verlag, Ort Jahr 1                     | Deutscher Titel Verlag, Ort Jahr 1 |
| ---- | ----------------- | ---------------------------------------------------- | ---------------------------------- |
| 2007 | Phyllis Smallman  | Margarita Nights McArthur & Co., Toronto 2008        |                                    |
| 2008 | D. J. McIntosh    | The Witch of Babylon Penguin Canada, Toronto 2011    | Babylon Bastei Lübbe, Köln 2011    |
| 2009 | Douglas A. Moles  | Louder                                               |                                    |
| 2010 | Gloria Ferris     | The Corpse Flower Dundurn Press, Toronto 2013        |                                    |
| 2011 | John Jeneroux     | Better of Dead                                       |                                    |
| 2012 | Sam Wiebe         | Last of the Independents Dundurn Press, Toronto 2014 |                                    |
| 2013 | Coleen Steele     | Sins Revisited                                       |                                    |
| 2014 | Rachel Greenaway  | Gold Girl                                            |                                    |
| 2015 | Elle Wild         | Strange Things Done                                  |                                    |
| 2016 | Jayne Barnard     | When the Flood Falls                                 |                                    |
| 2017 | S. J. Jennings    | The Golkonda Project                                 |                                    |
| 2018 | Dianne Scott      | Destruction in Paradise                              |                                    |
| 2019 | Liv McFarlane     | The Scarlet Cross                                    |                                    |
| 2020 | Liz Rachel Walker | The Dieppe Letters                                   |                                    |
| 2021 | Raymond Bazowski  | The Future                                           |                                    |

1 = Verlags- und Jahresangaben beziehen sich auf die Original- bzw. deutschen Erstausgaben

### Spezialpreis für besondere Verdienste – Derrick Murdoch Award
Der Derrick Murdoch Award ist eine Auszeichnung eines Autors, der sich für das Genre des Kriminalromans besonders verdient gemacht hat. 1984 hieß der Preis Chairman’s Award und wurde zu Ehren des ersten Preisträgers in Derrick Murdoch Award umbenannt. Seit 2013 wird er nur noch alle zwei Jahre verliehen.
(Keine Verleihung in den Jahren 1989, 1991, 1993–1994, 1996–1997, 2007, 2009, 2013–2014)
| Jahr | Preisträger/-in                                | Jahr | Preisträger/-in                                              | Jahr | Preisträger/-in                 |
| ---- | ---------------------------------------------- | ---- | ------------------------------------------------------------ | ---- | ------------------------------- |
| 1984 | Derrick Murdoch                                | 1985 | Tony Aspler                                                  | 1986 | Margaret Millar                 |
| 1987 | The CBC Drama Department                       | 1988 | J.D. Singh, Jim Reicker                                      | 1990 | Eric Wilson                     |
| 1992 | William Bankier, James Powell und Peter Selles | 1995 | Jim und Margaret McBride                                     | 1998 | Howard Engel, Eric Wright       |
| 1999 | Ted Wood                                       | 2000 | Eddi Barber, Rick Blechta, John North und David Skene-Melvin | 2001 | L. R. Wright                    |
| 2002 | James Dubro, Caro Soles                        | 2003 | Margaret Cannon                                              | 2004 | Cheryl Freedman                 |
| 2005 | Max Haines                                     | 2006 | Mary Jane Maffini                                            | 2008 | Edward D. Hoch                  |
| 2009 | Gail Bowen                                     | 2010 | Peter Robinson                                               | 2011 | Louise Allin und N. A. T. Grant |
| 2012 | Catherine Astolfo und Don Graves               | 2015 | Sylvia McConnell                                             | 2017 | Christina Jennings              |
| 2019 | Vicki Dilany                                   |      |                                                              |      |                                 |

### Auszeichnung für das Lebenswerk – Grand Master Award
Der Grand Master Award wird seit 2014 alle zwei Jahre als Preis für das Lebenswerk eines Autors verliehen. Voraussetzung ist eine herausragende und erfolgreiche nationale und internationale Karriere.
| Jahr | Preisträger/-in                 | Jahr | Preisträger/-in | Jahr | Preisträger/-in  |
| ---- | ------------------------------- | ---- | --------------- | ---- | ---------------- |
| 2014 | Howard Engel                    | 2016 | Eric Wright     | 2018 | Gail Bowen       |
| 2020 | Peter Robinson (Schriftsteller) | 2022 | Louise Penny    | 2024 | Maureen Jennings |